# Ailerano
Ailerano (em irlandês:  Ailerán; em latim: Aileranus), dito o Sábio (em latim: Sapientis), foi um santo e acadêmico irlandês morto em 29 de dezembro de 664 ou 665 e um dos mais distintos escritores da "Escola de Clonard" no século VII. É considerado santo e sua festa é celebrada em 29 de dezembro.

## História
Nada se sabe sobre os primeiros anos de Ailerano, exceto que ele foi atraído a Clonard pela fama de São Finiano (Finnián) e seus discípulos e lá tornou-se leitor em 650. 
Ailerano morreu da "peste amarela" e sua morte foi relatada nos "Anais de Ulster". Por sua obras, sabe-se que conhecia trabalhos de Orígenes, Filo de Alexandria, Jerônimo e Santo Agostinho, entre outros.

## Obras
De acordo com John Colgan, diversas obras podem ser atribuídas a Ailerano, incluindo a "Quarta Vida de São Patrício", uma litania latina e as "Vidas" de Santa Brígida e São Feichin. A mais conhecida é sua interpretação mística em "Ascendência de Nosso Senhor Jesus Cristo", seguindo a genealogia de Jesus no Evangelho de Mateus, publicada numa edição beneditina dos Padres da Igreja. Os editores explicaram que, apesar de Ailerano não ser beneditino, o texto foi publicado por "desvendar o significado das Sagradas Escrituras com tamanha erudição e engenhosidade que todos os estudantes do Sagrado Volume e especialmente os pregadores considerarão muito aceitável a publicação". Outra obra sua é a "Breve Explicação Moral dos Nomes Sagrados", que pode ser um fragmento de uma obra maior.